# Françoise Christophe
Françoise Marie Christophe, född 30 april 1923 i Paris, död 8 januari 2012 i samma stad, var en fransk skådespelerska.

## Roller i urval
- 1954 – Una donna libera
- 1958 – Vi de rikaste
- 1959 – Orfeus testamente
- 1961 – De tre musketörerna
- 1962 – Musketörernas hämnd
- 1966 – Den fantastiske Fantomas
- 1970 – Borsalino
- 1996 – I en helt annan klass